# Maksimijan Ravenski
Maksimijan (Maksimijan Ravenski, Maksimijan Ravenjanin, lat. Maximianus, Pula, 499. – Ravenna, 22. veljače 556.), ravenski nadbiskup i svetac.
Podrijetlom je bio iz Veštra, južno od Rovinja. Za ravenskoga nadbiskupa posvetio ga je papa Vigilije u grčkome Patrasu 546. godine. Maksimijan je bio četrdesetosmogodišnji đakon iz Pule kada je postao dvadeset i šesti biskup Ravene. Prema ravenskome svećeniku iz devetoga stoljeća Andriji Agnellusu, Maksimijanovo stado u početku je odbijalo njegovo vodstvo jer ga je izabrao car Justinijan, a nije bio njihov inicijalni kandidat. Dovršio je baziliku svetog Vitala u Raveni i izgradio je Svetog Apolinarija u Classi i nekoliko drugih crkava.
Maksimijan se posvetio reviziji liturgijskih knjiga i ispravku latinskoga teksta Biblije, te je naložio izradu velikoga broja iluminiranih rukopisa. Za veliki oltar u Raveni naložio je napraviti najcjenjeniji pokrov koji je portretirao čitav Isusov život. Na drugom pokrovu postavio je portrete svih svojih prethodnika ugrađenih na zlatnoj podlozi.
Maksimijanov najznačajniji biskupski namještaj jest Maksimijanov tron, biskupska cathedra u potpunosti izrađena od bjelokosnih ploča. Vjerojatno je izrađena u Konstantinopolu i brodom prevezena do Ravene. Sastoji se od dekorativnih floralnih ploča koje uokviruju razne figurirane ploče uključujući jednu s kompleksnim monogramom biskupa.
Na ravenskome mozaiku iz 6. stoljeća sveti Maksimijan (kako je naslovljeno iznad lika) prikazan je kako predvodi procesiju s carem Justinijanom. Svetac drži križ i nosi misnicu i štolu.
U Puli je dao izgraditi veliku crkvu sv. Marije, koja je zbog svoje raskoši prozvana Krasnom (Santa Maria Formosa, nazivana i de canneto, od trstika), a od koje je preostao samo manji dio. Puljski srednjovjekovni statut nalagao je da se, osim drugih, svetkuje i dan sv. Maksimijana (21. veljače, dan njegove smrti). Suvremeni prikaz njegova lika nalazi se na mozaiku u ravenskoj crkvi sv. Vitala.
Njegovim imenom nazvana je ulica koja prolazi uz kapelu sv. Marije Formoze prema Ulici Sergijevaca.